# Polizei-Bataillon 303
Das Polizei-Bataillon 303 war eine militärische Einheit der Ordnungspolizei im nationalsozialistischen Deutschland. Es wurde im Zweiten Weltkrieg eingesetzt. Das Bataillon war aktiv am Holocaust beteiligt, insbesondere am Massaker an 33.771 Juden in Babyn Jar bei Kiew am 29. und 30. September 1941.

## Geschichte

### Polizei-Bataillon 303
Zur Sicherstellung des Bedarfes an Polizeikräften in den von der Wehrmacht eroberten Gebieten ordnete der Reichsminister des Inneren Wilhelm Frick alle Verwaltungsstellen am 11. Oktober 1939 mit Schnellbrief an,   26.000 ungediente Wehrpflichtige bestimmter Jahrgänge als Polizeirekruten anzuwerben. Der Dienst wurde als Wehrdienst anerkannt. Zwecks Ausbildung wurden ab Ende Februar 1940 Polizei-Ausbildungs-Bataillone aufgestellt. Die Rekruten der späteren Polizei-Bataillone 301 bis 325 entstammten den älteren Jahrgängen 1909 bis 1912, sie hatten bereits bis zu 15 Jahre Erwerbstätigkeit hinter sich und wurden daher als Wachtmeister eingestellt/bezahlt, zudem gab es Zusagen für raschere  Beförderungen. Sie stellten jedoch bis Kriegsende die einfache Mannschaft der Kompanien. Alle Führungspositionen und Unterführer in den Bataillonen sowie Spezialtruppenteile wurden mit Berufspolizisten besetzt.
Das Polizei-Bataillon 303 wurde im September 1940 aus dem Polizei-Ausbildungs-Bataillon „Bremen“ am Standort der Polizeischule Bremen-Borgfeld gebildet. und  nach Polen in den Distrikt Krakau des Generalgouvernements verlegt. Der Bataillonsstab mit Kraftfahrzeugstaffel und die 4. Kompanie waren in Jasło, die 1. Kompanie in Nowy Sącz, die 2. in Gorlice und die 3. in Sanok stationiert.
Vor Beginn des Angriffs auf die Sowjetunion wurde das Polizei-Bataillon 303 gemeinsam mit dem Polizei-Bataillon 45 und dem Polizei-Bataillon 314 dem Polizei-Regiment Süd unterstellt. Das Bataillon war im rückwärtigen Raum der Heeresgruppe Süd in der Ukraine eingesetzt.
Das Polizei-Bataillon 303 war vom 26. bis 30. Juli 1941 in der Region Starokonstantinow an so genannten Säuberungen und Hinrichtungen beteiligt, bei denen 814 Juden und sowjetische Soldaten starben. Das Bataillon nahm Anfang September 1941 bei Tschudnow an einem Massaker an 100 Juden teil. Am 18. und 19. September wütete die Einheit in Schitomir. Hier starben 3.145 Juden. Es folgte der Einsatz in Kiew und die Beteiligung an den Massenexekutionen in Babyn Jar am 29. und 30. September 1941. Mehr als 30.000 Menschen, nahezu die gesamte jüdische Bevölkerung von Kiew wurde von den Beamten der Polizeibataillone – unter anderem des Bataillons 303 – in diese Schlucht getrieben und dort systematisch erschossen. Die „Weiberschlucht“ „Babyn Jar“ zu ist 200 Meter breit und 53 Meter tief. Kurt Werner, Mitglied des Sonderkommandos 4a, beschrieb das Morden 1947 vor dem Nürnberger Kriegsverbrecher-Tribunal so: „Die Schützen standen jeweils hinter den Juden und haben diese mit Genickschüssen getötet. Mir ist heute noch in Erinnerung, in welches Entsetzen die Juden kamen, die oben am Grubenrand zum ersten Mal auf die Leichen in der Grube hinuntersehen konnten.“
Im Oktober und November 1941 folgten dann in Myropil und Solotonoscha weitere Hinrichtungen von etwa 1.000 Juden. Bei mindestens weiteren 28 Einsätzen im Sommer und Herbst 1941 starben 2.583 Juden. Weitere 1.000 bis 1.500 Juden sollen in einem weiteren Massaker im Herbst 1941 dem Bataillon zum Opfer gefallen sein.
Darüber hinaus könnte das Bataillon an Hinrichtungen im Raum zwischen Rowno und Schytomyr am 27. und 28. August sowie am 1., 6., 11. und 12. September 1941 mit insgesamt mindestens 3.953 jüdischen Opfern beteiligt gewesen sein. Auch an Massakern in Baranowka, Dubrowka, Isjaslaw, Khazhin bei Berdytschew und Schepetowka am 25. August, 2. und 4. September 1941 mit insgesamt mindestens 5.531 Ermordeten soll das Bataillon mitgewirkt haben.
Am 9. Juli 1942 wurde das Polizei-Bataillon 303 umbenannt in II. Bataillon des Polizei-Regimentes 10.

### II./Polizei-Regiment 10
Im Sommer 1942 wurde das gesamte Polizeiregiment 10 bei Nikolajew in der Ukraine zum Absichern der Beschlagnahme der Ernte („Ernteschutzeinsatz“), im Herbst 1942 im Gebiet der Pripjetsümpfe zur Unterdrückung der Widerstandsbewegung („Bandenbekämpfung“) eingesetzt. In Kämpfen im Hinterland wie an der Front erlitt das Bataillon erhebliche Verluste.

### II./SS-Polizei-Regiment 10
Am 24. Februar 1943 wurde das Bataillon in II./SS-Polizeiregiment 10 umbenannt. In Polen erfolgte nach den Verlusten die Neuaufstellung. Anschließend wurde es in den Raum Gorizia (Grenzgebiet Italien–Jugoslawien) verlegt, wo es bis Kriegsende verblieb.

## Kommandeure
- 25. September 1940 bis 17. November 1941: Major Heinrich Hannibal
- ab 18. November 1941: Oberstleutnant Robert Franz

## Ermittlungen
Seit dem Jahr 1965 führten die Staatsanwaltschaften Regensburg, Darmstadt, Stuttgart, Ravensburg, Braunschweig, Essen, Dortmund und Bremen Ermittlungen gegen das Polizeibataillon. Zu einer Bestrafung kam es in keinem der ermittelten Fälle. In der Regel wurden die Verfahren eingestellt mit Hinweis auf §47 des Militärstrafgesetzbuches – es sei keine Überschreitung von erteilten Befehlen zu erkennen und die Beamten hätten keinen Ermessensspielraum gehabt.
185 Männer allein aus dem Polizeibataillon 303 verrichteten nach 1945 wieder Polizeidienst in Deutschland, davon 70 in Bremen.